# Vladimirá Pitelová
Vladimirá Pitelová, auch bekannt als Vladimirá Kopalová, geb. am 6. Februar 1972, ist eine tschechische Schauspielerin, die zwischen 1998 und 2008 in rund 20 Filmproduktionen auftrat, bei denen es sich ausschließlich um Produktionen von Lloyd A. Simandl handelte und die zumeist seiner Bound Heat-Reihe aus dem Sexploitationfilm zuzuordnen sind.

## Filmographie
- 1998: Dark Confessions
- 1998: Chained Heat 3: Hell Mountain
- 2000: Last Stand
- 2001: Rage of the Innocents
- 2001: Dakota Bound
- 2002: Killer Love
- 2002: Cries of Innocence
- 2003: Der Sklavenmarkt der jungen Mädchen (The Final Victim)
- 2003: Game of Sins – Reich der Sünde
- 2003: Lash of the Scorpion
- 2003: Girl Camp 2004: Lesbian Fleshpots
- 2003: Chained Fury: Lesbian Slave Desires
- 2003: Bound Heat: Stolen Souls
- 2004: Ripper 2
- 2005: Das Kloster der Begierde (Run with Fear)
- 2005: Within
- 2006: Demon’s Claw
- 2008: Bathory 2 – Die Liebeschule der Lustgräfin